# Toril Johannessen
Toril Johannessen (* 2. Mai 1978 in Harstad) ist eine norwegische bildende Künstlerin.

## Leben und Werk
Toril Johannessen nahm 2002 ihr Studium an der Kunst- und Designhochschule Bergen auf. Sie absolvierte 2004 ein Auslandssemester an der Kunsthochschule Berlin-Weißensee in Berlin. 2005 bis 2006 studierte sie an der Universität Bergen Medienwissenschaft, dann ein Semester an der Königlich Dänischen Kunstakademie in Kopenhagen. 2008 erlangte Johannessen den Abschluss als Master. 2011 verbrachte sie an der Mountain School of Arts in Los Angeles.
Fotografie, Text, Zeichnung, Skulptur, Geschichtenerzählen und Installation gehören zu den Medien, die Toril Johannessen nutzt. Sie beschäftigt sich in empirischen und theoretischen Untersuchungen mit wissenschaftlichen Fragen.

## Ausstellungen (Auswahl)

### Einzelausstellungen
- 2010: Transcendental Physics Bergen Kunsthall NO.5, Bergen
- 2009: Variable Stars & In Search of Iceland Spar Oslo Kunstforening, Oslo

### Gruppenausstellungen
- 2014: Blue Times Kunsthalle Wien, Wien
- 2014: Curiosity: Art & the Pleasures of Knowing De Appel, Amsterdam
- 2013: Mom, am I Barbarian? 13. Istanbul Biennale, Istanbul[3]
- 2013: Requiem for a Bank Hartware Medienkunstverein, Dortmund
- 2012: dOCUMENTA (13), Kassel
- 2011: The End of Money Witte de With, Rotterdam
- 2010: Smooth Structures SMART Project Space, Amsterdam
- 2009: From Now On-New Nordic Photography Hasselblad Center, Göteborg (2009).